# 한국교회연합
한국교회연합(韓國敎會聯合, The Communion of Churches in Korea, 약칭 CCIK, 한교연(韓敎聯))은 2012년에 설립된 대한민국의 개신교 협의체이다. 주로 한국기독교총연합회를 탈퇴한 개신교 교단들을 중심으로 구성되어 있다. 2012년 8월 27일에 사단법인으로 등록되었다. 2017년 11월부터 2018년 12월까지 한국기독교연합이라는 명칭으로 활동했다. 그 기간에 활동한 한국기독교연합이라는 단체는 현재의 한국교회연합과 동일한 단체이다. 한때 가장 많은 회원 교회를 가지고 있는 교회연합 단체였으나, 2017년 말 한국기독교총연합회와의 통합 문제로 내홍을 겪으며 회원 교단 대부분이 한국교회총연합회로 이동함에 따라 현재는 대한민국에서 가장 규모가 작은 교회 협의체로 전락했다.

## 회원교단
아래 목록은 2012년 출범 기준 한국교회연합 회원교단(38개 교단)이다.
- 대한예수교장로회(개혁, 개혁C, 개혁국제, 개혁선교, 개혁연대, 개혁-종로, 개혁합동, 고려개혁, 대신(수호 측), 백석대신, 보수개혁, 성경, 연합, 정통보수, 진리, 총회측, 통합, 통합피어선, 피어선, 한영, 합동개혁, 합동개혁A, 합동보수, 합동보수-남부, 합동보수-동부, 합동복구, 합동선목, 합동총신, 합신, 합총, 해외합동, 호헌)
- 기독교대한하나님의성회
- 대한기독교나사렛성결회
- 대한예수교복음교회
- 예수교대한성결교회
- 그리스도의교회교역자협의회

또한 교류교단으로 기독교한국침례회, 기독교대한하나님의 성회 (여의도), 대한예수교장로회 (고신)이 있다.
현재는 대부분이 탈퇴하고 한국교회총연합회로 옮겨감에 따라 전체 교인 수의 5% 가량에 해당하는 군소 교단만이 남아있는 상황이다.

## 역사

### 2016년과 그 이전
한국기독교총연합회에서 탈퇴한 교단을 중심으로 결성된 한국교회연합은 김요셉 목사를 회장, 안준배 목사를 사무총장으로 임명하고 2012년 8월 27일에 사단법인 등록을 완료하였다. 2012년 8월, 무분별한 정치 참여와 이단 해제 논란으로 인해 한국기독교총연합회에서 탈퇴한 교단들이 중심이 되어 설립한 단체가 한국교회연합이다. 한국교회교단장회의(이하 교단장회의)는 2016년부터 한국기독교총연합회(대표회장 엄기호 목사, 한기총)와 당시 한국교회연합(대표회장 정서영 목사, 현 한기연)의 기구통합을 추진했지만 여의치 않자 2017년 1월, 한기총과 한교연으로 분열된 기존 보수 성향 교단을 통합하기 위해 만든 연합기구이자 '빅텐트'를 표방한 한국교회총연합회 출범에 참여했다.

### 2017년
2017년 8월, 한교총은 한교연과 서로 통합하기로 결의하고 통합 기구 명칭을 정했는데 그 이름이 바로 한국기독교연합이다. 한기연은 8월 창립총회를 개최하고 정관을 통과시킴으로써 공식적으로 창립되었다. 이처럼 한교연과의 통합을 결정하고 한국기독교연합(한기연)이라는 이름을 쓰기로 하면서 한교총이라는 명칭은 사라지는 듯 했지만, 8월 한기연 창립총회에서 통과된 정관을 두고 양측이 입장을 달리하며 끝내 한교총과 한교연의 통합은 불발됐고 한기연 창립은 무산됐다. 이에 2017년 9월 궁여지책으로 한기총과 한기연은 통합에 합의했으나, 이마저도 지지부진한 협상을 거친 끝에 10월 불발됐다. 그러나 이 때까지만 해도 교단장회의 측은 한기연이라는 이름을 고수하면서 당초 계획했던 대로 12월 5일 제1회 총회를 개최할 것으로 보였다. 그런데 한교연이 2017년 11월 29일 실행위원회와 임시총회에서 명칭을 한기연(한국기독교연합)으로 변경하면서 독자노선을 선언해 버렸다. 결과적으로 "한기연"이란 명칭만 빼앗아 간 꼴이 되었다. 한기연이라는 이름을 쓰기가 어렵게 된 교단장회의 측은 2017년 12월 5일에 개최된 총회에서 다시 한교총이라는 명칭을 꺼내들 수 밖에 없었다. 총회가 열린 한국기독교연합회관 3층 대강당에 걸린 현수막과 회의자료집에 모두 한기연이라고 써 있었지만, 회의 중 정관을 개정하면서 이름을 바꿨다. 한기연이란 명칭을 빼앗겨버린 교단장회의 측이 일단 한기연 총회로 개회한 후에 정관 상의 명칭을 한국교회총연합으로 개정하여 다시 한교총으로 현수막을 교체하는 우여곡절을 겪으며 한교총은 탄생했고, 사실상의 재출범을 알렸다.

### 2018년
2018년 5월, 한교총·한기총·한기연 3개 연합기구가 통합에 합의했다. 2018년 6월, 한기총은 한교연과만의 통합은 하지 않기로 결의했다. 2018년 6월, 한기연은 이에 답하듯이 한기총·한교총과 조건없는 통합을 추진하기로 결의했다. 2018년 8월, 한기총 역시 한기총, 한기연, 한교총과의 연합을 추진하기로 결의했다. 이후 이름만 한교연에서 한기연으로 바뀌어 한교연 세력이 주축이 된 한기연과 교단장회의 세력이 주축이 된 한교총은 2018년 7월부터 10월까지 협상을 거치며 통합에 합의했으나, 2018년 11월 12일 결국 양측이 입장을 달리해 통합은 다시 불발되었다. 2018년 11월 16일, 한기총, 한교총, 한기연은 한 자리에 모여 통합을 위한 토론회를 개최했지만 각자의 주장과 이해관계가 첨예하게 대립하는 가운데 서로 통합 불발의 책임을 전가했다.
2018년 12월, 구 한교연 세력만이 남아있는 한기연은 이름을 다시 한교연으로 변경했다.

### 2019년
한기총과 한교연은 2019년 1월 31일, 금년 6월 말까지 통합하기로 합의했다. 통합추진위원회까지 구성하면서 통합에 속도를 내고 있지만 구두로 합의만 하고 실제로 통합이 불발된 전례를 봤을 때 통합의 가능성을 예단할 수는 없다고 평가된다. 결국 2019년 3월, 한기총과 한교연의 통합은 한기총의 변승우 목사 이단 해제 논란으로 인해 한교연이 한기총과 대화하되 서두르지 않기로 결정했고 통합 속도를 조절한다고 발표하면서 사실상 불발됐다. 2019년 4월, 한기총은 2018년에 발표했듯이 한교총과 한교연 등의 연합단체를 포함한 전체 교단과 5월 말까지 통합하겠다고 발표했다. 심지어 한교연과는 한달 내로 사무실까지 통합을 추진하리라 발표했다. 그러나 교계 관계자들은 주요 대형 교단의 탈퇴로 대표성을 상실한 정치적 소수 집단에 불과한 데다가 변승우 목사의 이단 해제 논란까지 겹친 한기총의 통합 발표는 허울 좋은 말이자 빛좋은 개살구에 불과하다고 평가된다. 어차피 타 연합기관에서 반응조차 하지 않을 공허한 메아리라는 것이다. 결과적으로, 굉장히 많은 통합 선언과 합의만 있었을 뿐, 결과는 양치기 소년에 불과하다는 비판이 존재한다.

## 같이 보기
- 한국기독교총연합회
- 한국기독교교회협의회